# Едвін Міз
Едвін «Ед» Міз III (англ. Edwin «Ed» Meese III; нар. 2 грудня 1931, Окленд, Каліфорнія) — американський юрист і політик.
Він закінчив Єльський університет у 1953 році, очолював Асоціацію дебатів Єльського політичного союзу. Пізніше він також вивчав право в Університет Каліфорнії (Берклі). У 1967 році він приєднався до адміністрації губернатора Каліфорнії Рональда Рейгана, з 1969 по 1974 він працював керівником апарату губернатора Рейгана. З 1977 по 1981 Міз працював професором права в Університеті Сан-Дієго.
Міз був радником президента США Рейгана з 1981 по 1985, він також входив до складу Кабінету і Ради національної безпеки. Він працював генеральним прокурором США з 1985 по 1988.